# Zōī Kōnstantopoulou
Zōī Kōnstantopoulou (in greco: Ζωή Κωνσταντοπούλου; Atene, 8 dicembre 1976) è una politica e avvocatessa greca.

## Biografia

### Carriera politica
Esponente di SYRIZA, in occasione delle elezioni parlamentari del maggio 2012 viene eletta al Parlamento ellenico, ove è riconfermata alle elezioni del giugno 2012 e a quelle del gennaio 2015; nel febbraio successivo viene eletta Presidente del Parlamento, col sostegno di Syriza e dei Greci Indipendenti.
In contrasto con la scelta di approvare il terzo piano di salvataggio predisposto dalla troika, già bocciato da un referendum consultivo, nel settembre 2015 abbandona Syriza alla volta di Unità Popolare, ma alle elezioni del settembre 2015 non viene riconfermata in Parlamento.
Nel 2016 lancia una nuova formazione, Rotta di Libertà (Πλεύση Ελευθερίας): alle elezioni europee del 2019 il nuovo soggetto politico ottiene l'1,61% dei voti, mentre alle elezioni parlamentari del 2019 si attesta all'1,47%.
Rientra in Parlamento con le seconde elezioni del 2023, in cui il suo partito ottiene otto seggi.